# Torrelles de la Salanca
Torrelles de la Salanca, també anomenat Torrelles i Torrelles de les Salenques ([tu'reʎəzdələsə'laŋkə] o [tu'reʎəs], en francès Torreilles), és el poble, cap de la comuna del mateix nom, de 3.487 habitants el 2013, de la comarca del Rosselló, a la Catalunya del Nord. És a la vall de la Tet, a l'est de Perpinyà, al nord de Canet de Rosselló i de Santa Maria la Mar, a la zona nord-oriental de la comarca, arran de la Mar Mediterrània i al nord de la Tet. És a la subcomarca de la Salanca, antigament zona d'aiguamolls, d'on ve el nom de Salanca, a la plana existent al nord del riu esmentat.
La dita sobre els torrellans és Torrelles la canya al cul, A Sant Hipòlit venen l'oli, a Sant Llorenç venen la sal, a Torrelles el vinagre i a Vilallonga l'enciam o A Torrelles i a Bompàs hi ha més carlins que republicàs (republicans).

## Etimologia
El nom d'aquest poble probablement prové de les torres de defensa que hi havia, de les quals es parla en el cos de l'article. Procedeix del diminutiu de turris (torre), a través de la forma turriculas. El terme Salanca és, encara segons Joan Coromines, un derivat del mot comú sal, amb l'afegitó del sufix probablement sorotàptic -anc. Es tractaria així, doncs, d'un terme aplicat a un terreny salí.

## Geografia

Situació de la comuna de Torrelles de la Salanca en el Rosselló

### Localització i característiques generals del terme
El límit sud del terme comunal de Torrelles de la Salanca, de 171.400 hectàrees d'extensió, està definit per l'Agulla de l'Oca, que separa aquest terme del de Santa Maria la Mar, mentre que el nord està definit per l'Aglí, que el separa dels termes de Sant Hipòlit de la Salanca i del Barcarès. El límit de ponent, amb Clairà no té un límit natural, sinó que el marquen les propietats agràries. El límit est és la mar.
El terme comunal comprèn una part més alta, d'al·luvions del quaternari, molt propensa a la pujada de la sal marina, i unes zones més baixes, amenaçades d'inundacions. Tot plegat justifica el nom de la regió: la Salanca. El paisatge del terme era antigament bàsicament format per prades destinades a la pastura d'hivern de bestiar transhumant, però en els darrers anys l'agricultura hi ha anat guanyant terreny de forma notable.
Termes municipals limítrofs:
|                          | Sant Llorenç de la Salanca | El Barcarès         |
| Clairà                   |                            | La mar Mediterrània |
| Vilallonga de la Salanca | Santa Maria la Mar         |                     |

### El poble

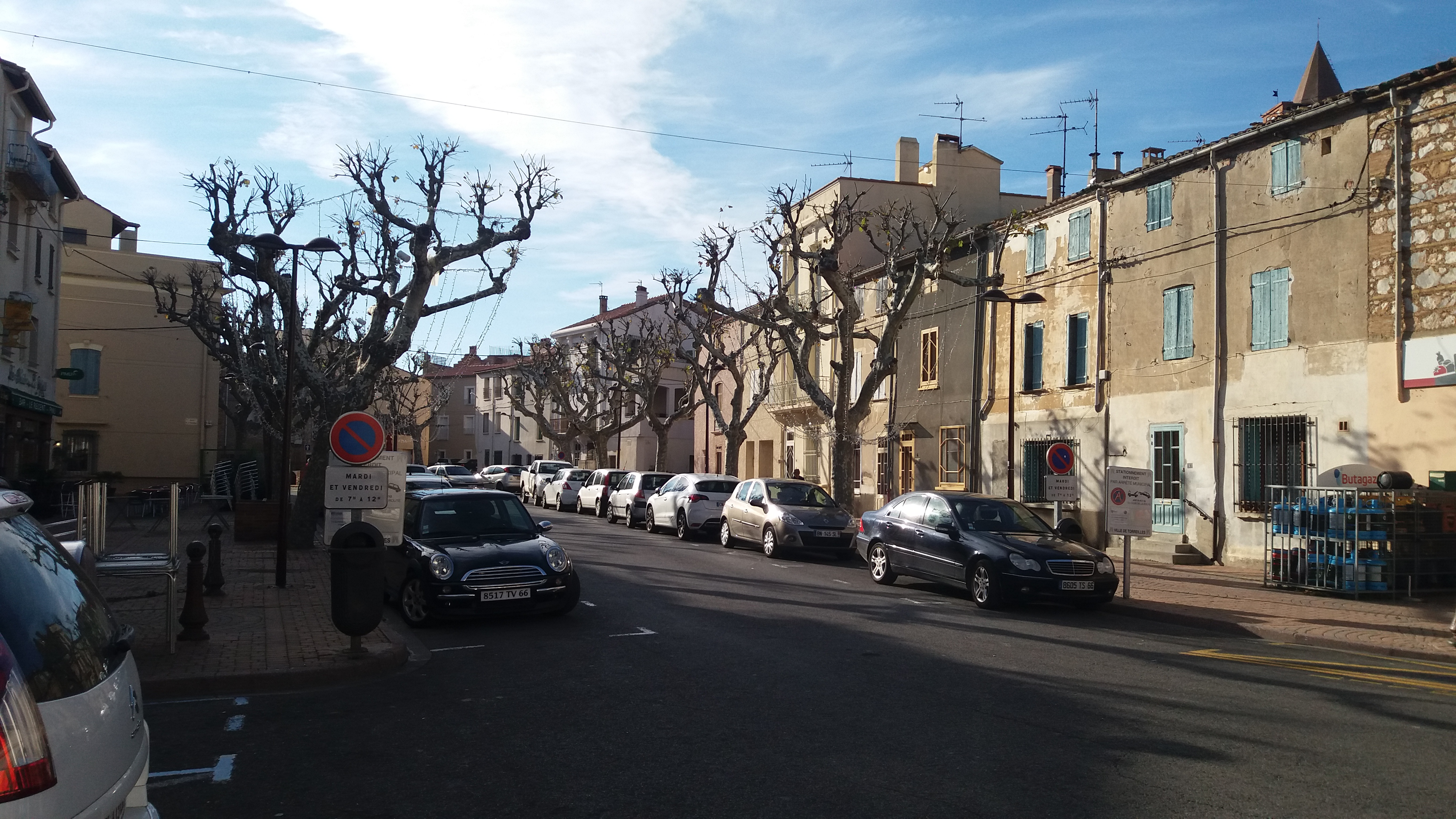
La Plaça de Jules Ferry. A la dreta, l'antiga cellera

Torrelles de la Salanca es troba a 5 metres d'altitud i a uns 2 quilòmetres i mig de la costa mediterrània, en línia recta, a l'est de Perpinyà. El nucli de Torrelles de la Salanca es troba a banda i banda del rec del Bordígol, o Bordiu, antiga llera de l'Aglí, de manera que l'església parroquial de Sant Julià i Santa Basilissa és a la dreta del curs d'aigua, amb la part de la sagrera i el nucli més antic del poble, la cellera; aquesta església és una antiga col·legiata. Una altra església, la que fou antigament la parroquial, Sant Pere de Torrelles, ha desaparegut. També és desaparegut l'antic Castell de Torrelles, àmpliament documentat a l'edat mitjana. Possiblement era al nord-est del poble i al nord-oest de Torrelles Platja, prop del Mas de la Torre. També es troben en aquest nucli primigeni l'Antiga Cava Cooperativa Vitícola i l'Antiga Cava Vitícola (la moderna ha estat alçada a la zona artesanal). També s'hi troben el Molí d'en Cadena i el Molí, també anomenat Molí d'en Pagnon i antigament, Molí de Torrelles. A començament del segle xiv està documentat l'Hospital de Torrelles.
El traçat urbanístic de Torrelles mostra encara clarament els seus orígens: la primitiva cellera a l'entorn de l'església parroquial i del seu cementiri, d'un únic carrer amb la façana de les cases mirant cap a l'església, que conformaven un petit clos, i un segon recinte, amb carrers de traçat medieval, que marquen també un segon clos paral·lel al primer, però força més ample. En aquest segon recinte hi ha alguns vells edificis destacats, com l'antic priorat del segle xvii que avui dia ha donat pas a una casa d'hostatgeria rural.
També hi ha la Casa Esparac, objecte de treballs arqueològics l'any 2011, atès que l'Oficina Pública de l'Habitatge del departament tenia el projecte de construir-hi allotjaments de lloguers moderats. Es tracta d'una casa del segle xviii, però d'origen clarament anterior: el segle xiii pertanyia als Sant Marçal, un membre dels quals fou batlle de Perpinyà el segle xix. La casa, d'època moderna, tenia, tanmateix, mobiliari medieval aparegut en les prospeccions obertes durant els treballs arqueològics.
A l'esquerra del Bordígol es formà el primer eixample del poble, sobretot durant el segle xx. En els espais descampats, a més, es construïren els dos estadis de Torrelles: l'Alexandre Figueras i el Josep Sayrou. Al nord-oest del nucli de població hi ha l'antiga Teuleria, que també dona nom a la partida rural adjacent (a més, hi havia hagut una altra teuleria, la Teuleria d'en Cadena; el lloc on es trobava ha estat absorbit pel nucli del poble.
A l'entorn del poble s'han format dues zones artesanals (polígons de petits indústries i obradors artesanals): la de la Madraguera i la de la Teuleria.
El creixement de Torrelles a les darreres dècades del segle xx i les primeres del XXI es deu sobretot a les urbanitzacions que han anat formant-se en els voltants del poble vell: l'Arenal, el Clos des Oliviers, el Clos du Levant, el Clos Sant Julià, les Églantiers, el Gantal, els Jardins de Torrelles, la Porta Roja, les Portes de Torrelles, la Teuleria i Villas du Parc. A Torrelles Platja es troben també algunes urbanitzacions: Mas de Torrelles i les Patios.

### Torrelles Platja
Torrelles de la Salanca i Santa Maria la Mar havien vist formar-se un dels primers nuclis turístics del Rosselló: el Bordígol, a cavall dels dos termes comunals. Es tractava d'un hàbitat espontani de cases modestes de vacances. Ara bé, en dues fases, 1957 i 1978, l'estat francès actuà de forma enèrgica destruint aquelles edificacions de caràcter tradicional, i després de lliurar les terres a una immobiliària de fora del país, va privatitzar totes aquelles terres, que eren de propietat de l'estat i, per tant, públiques. S'hi van construir centenars de cases rodones per a segones residències. Així es formà el nou nucli de la Platja de Torrelles, o Torrelles Platja.

### Juegues
Antic lloc i terme, situat al nord-oest de Torrelles, a la dreta de l'Aglí. Hi havia la Mota de Juegues, que el segle xiii pertanyia als Castellrosselló i després passà a mans dels Castellnou. La que fou església parroquial del lloc, citada des del 1099, és actualment el santuari de la Mare de Déu de Juegues. El lloc de Juegues és documentat des del 1085, amb la forma villa Judaicas; també és anomenat Nutidaigas (963), Iudegas (1011) i Jusegues (1155).

### Mudagons i Labejà

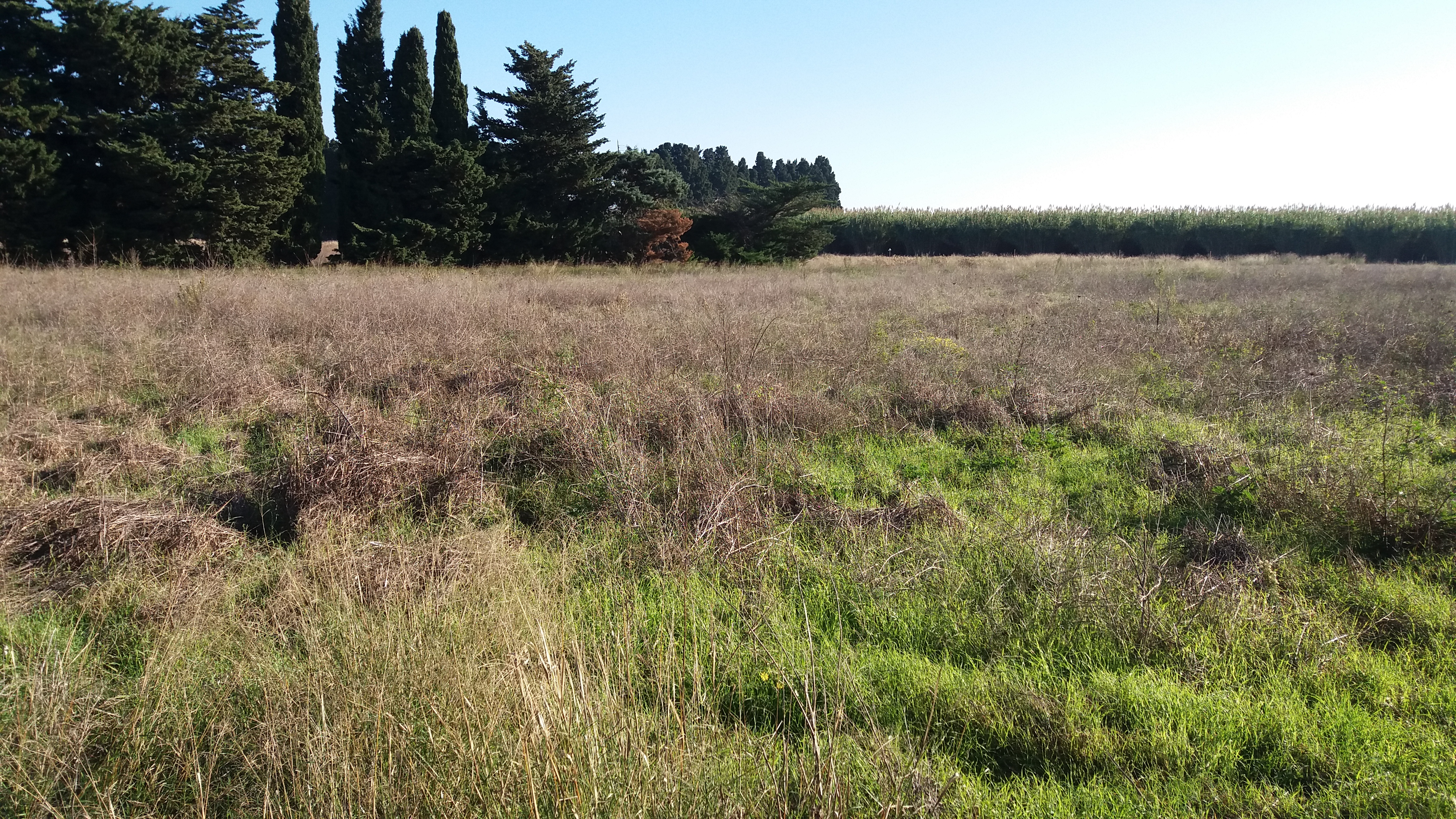
Lloc on hi hagué el poble de Mudegons

El lloc de Mudagons és esmentat el 916 (villa Mutationes), amb la seva església de Sant Sebastià. El lloc fou venut el segle xiii a l'abadia de Vilallonga, al Carcassès, per Arnau de Mosset.
Labejà és documentat des del 916, també (Labeianum). Era a la confluència dels termes de Clairà i Torrelles, al lloc conegut com lo Vegueriu. Tenia l'església, que fou parroquial, de Santa Eugènia, esmentada el 1162.

### Altres castells i forces del terme
Dins del terme de Torrelles estan documentades altres forces o castells desapareguts, com ara la Força de la Geràrdia, al nord del poble, la Cellera de Leucata i el Castellàs de Peralada, els dos darrers propers entre ells i encara il·localitzats en l'actualitat.

### Els masos del terme
Com els altres pobles rossellonesos, Torrelles de la Salanca té alguns masos dispersos pel seu terme. En l'actualitat es troben el del Bordígol, o Mas Pagnon, el Mas dels Capellans, el Mas de la Quintana, abans Cortal d'en Llobet i el Mas Nerel, abans Mas Tastu.

### La base ULM i altres indrets destacats
Torrelles de la Salanca disposa d'una base ULM (avionetes lleugeres, autogirs, helicòpters i drons), autoritzada com a escola d'instructors i de pilots. Està situada al sector sud-est del terme, prop de l'Agulla de l'Oca i de la Central Fotovoltaica.

### El territori comunal
Les partides rurals i cadastrals del terme són: Aigües Vives, l'Arenal, el Barró, la Baixarada (ja absorbida pel nucli del poble en el seu creixement), les Bateries, el Bordígol o Bordiu, la Cama Negra, la Capella (a Mudagons), les Casernes, Darrere el Mas, Darrer -o Darrere- l'Horta, els Calamots, o Escalamots, l'Eixugador, els Escorxats, els Esparrots, les Ferranes, la Font de l'Anell, la Font del Pairer, la Garsa, el Glever, el Gorg de l'Aiguader, el Gorg d'en Guillem, els Gorgs, els Grillons, l'Illa, Jueguer, la Jolieta, la Madraguera, o Madriguera, els Manglaners, el Marenda Gros, el Marenda Petit, les Marticantes, el Mas de la Quintana, el Mas del Cas, el Mas de Capellans, Massavaques, el Mas Tastu, o Mas Riu, la Mata de l'Arn, el Molí, les Motes, Mudagons, els Paruders, la Piràmide, la Platja, la Porta Roja, les Rotes, les Rotes d'Ablard, el Salobre, Sant Esteve, Sant Salvador, els Terres Verds, la Teuleria, la Torre, les Travesses, l'Ull de la Font, el Vegueriu i els Veguerius. Alguns són ja en desús, recordats només pels més grans del poble, com Formiguera.
Algunes d'aquestes partides són directament relacionades amb conreus, prats i similars: el Camp del Tort, els Camps de la Ribera, els Clots d'en Garriu (dos de diferents), la Colomina Blanca, la Colomina d'en Domènec, la Colomina del (o d'en) Valent, els Cotius, l'Era d'en Combacal i la Quintana.

### Els cursos d'aigua

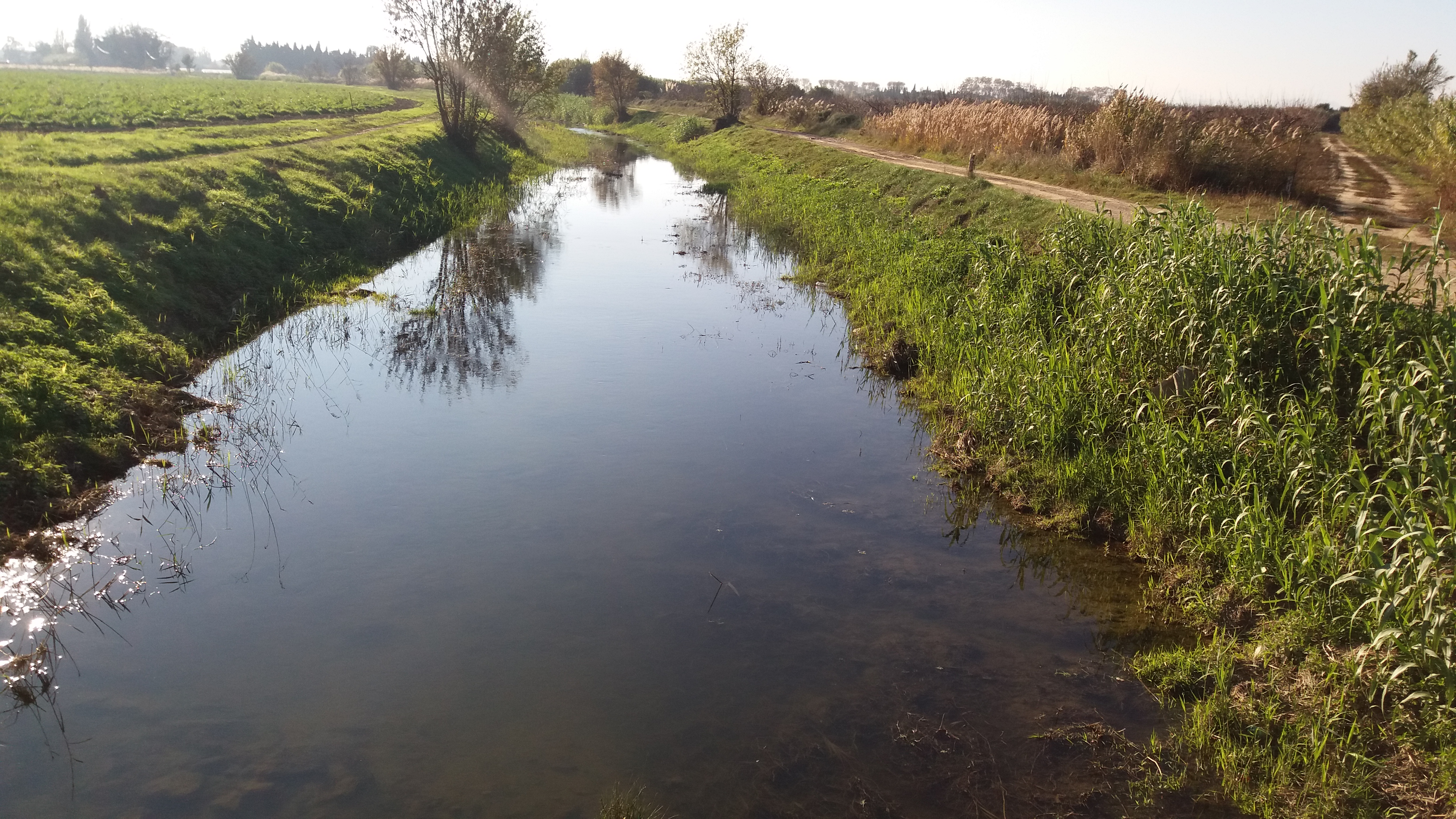
L'agulla dels Cirerers, al sud del poble

El límit nord del terme ve marcat pel curs de l'Aglí, únic riu del terme. Els altres cursos d'aigua són canals de drenatge i d'irrigació, algun d'ells amb la doble funció.
Al centre del terme es troba el Bordígol, Bordigó o Bordiu, canal de drenatge i estany, que també dona nom a un lloc de la costa on es troben encara cabanes tradicionals de pescadors, tal com ja existien d'ençà de l'edat de la pedra, i que de poc no s'enderrocaren a mitjan segle xx. Se'n té una menció en l'acta de donació en acapte de dotze bordígols a l'estany de Salses el 1374 (ADPO 1B 350). Aquest rec o canal és, de fet, un antic llit de l'Aglí, per on discorria aquest riu abans que, al segle xix, fos desviat cap a una llera artificial, vorejada de dics que eviten les perilloses inundacions que solien arribar al nucli urbà amb facilitat. Moltes cases velles de Torrelles conserven encara els dispositius per tapar la base de les portes que s'obren al carrer i evitar així les inundacions.
La resta de canals existents són l'agulla de la Font de l'Onclet, o agulla de l'Onclet (irrigació i drenatge), l'agulla de l'Oca (drenatge), l'agulla del Barraguer (irrigació i drenatge), l'agulla dels Cirerers (drenatge), que s'ajunta amb el Bordígol a llevant del poble, l'Agulla dels Clots d'en Garrius (drenatge), la Madraguera (drenatge), el rec del Bordígol (drenatge) i el rec de Torrelles, o la Bassa (drenatge).
Esment a part mereixen els dos gorgs de Torrelles de la Salanca: el gorg de l'Aiguader i el gorg dels Escalamots. La zona costanera de Torrelles de la Salanca, ara en bona part ocupada per equipaments turístics, era una zona d'aiguamolls.

## Transports

### Carreteres
Cinc carreteres departamentals solquen el terme de Torrelles de la Salanca: la D-11, la D-11E, la D-31, la D-51 i la D-81. La D-11 (Salses - Elna) enllaça Santa Maria la Mar amb els pobles de Salanca, pel costat nord-est, i els de la Costa Sorrenca, pel sud. Per aquesta carretera, Torrelles de la Salanca dista 11 quilòmetres de Salses, 6,5 de Sant Hipòlit de la Salanca, 2,5 de Sant Llorenç de la Salanca, pel costat nord-est, i 4 de Santa Maria la Mar, 7 de Canet, 11 de Sant Nazari, 15 d'Alenyà i 21 d'Elna.
La D-11E (Torrelles - Torrelles Platja) enllaça en un recorregut de 4 quilòmetres els dos nuclis de població de Torrelles de la Salanca.
La D-31 (Perpinyà - Torrelles de la Salanca), uneix aquest poble amb el cap i casal de la Catalunya Nord en 12 quilòmetres, passant per Bonpàs, que és a 6 quilòmetres de Torrelles.
La D-51 (Torrelles de la Salanca - Vilallonga de la Salanca) uneix aquestes dues poblacions en 3 quilòmetres.
La D-81 (D-83, al Barcarès - Canet de Rosselló) mena al Barcarès pel nord i a Santa Maria la Mar i Canet pel sud, en 7 quilòmetres al primer poble, en 3 al segon i en 6 al tercer.

### Mitjans públics de transport
La línia 15 de la Compagnie de transports Perpignan-Méditérranée és l'única que proporciona servei públic de transport regular que enllaci Torrelles de la Salanca amb l'exterior. La línia 15 enllaça Torrelles Platja amb Cànoes, passant per Torrelles de la Salanca, Bompàs, Perpinyà, estació del TGV, Toluges i Cànoes. De dilluns a divendres té nou serveis diaris, dissabte, nou d'est a oest, i deu en el sentit contrari, i el diumenge i dies de festa, cinc.

### Camins del terme
Els camins que duen sobretot a indrets de dins del terme són els següents: Camí de Clairà o de Pià, Camí de Juegues, Camí de Juegues de Clairà, Camí de la Mar, o de les Aigues, Camí de l'Arenal, Camí de la Torre, Caní del Forestal, Camí de les Ferranes, Camí de les Rotes, Camí de les Travesses, Camí del Gantal, Camí -abans Carrera- d'en Grau, Camí del Mas dels Capellans, Camí del Mas Riu (o del Mas, senzillament), Camí dels Veguerius, abans del Molí de Vilallonga, i Camí de Sant Llorenç a Vilallonga.

## Història

### Edat mitjana
Al segle x, el terme torrellenc estava en mans de diversos monestirs i esglésies. Hi tenien alous i possessions -in villa Torrelias- el monestir de Sant Miquel de Cuixà, l'església d'Elna, el monestir de Sant Pere de Rodes (l'església de Sant Pere de Torrelles i el seu alou), el de Sant Genís de Fontanes i el de Sant Pere de Camprodon.
Aquesta fragmentació va persistir al llarg de l'edat mitjana, i la família cognominada Torrelles era tal vegada la més important, però no l'única amb senyoriu en el lloc. Guitard Gausbert i la seva muller Adelaida eren castlans feudataris de Cuixà, el seu fill Bertran en continuà la possessió, i el fill d'aquest, Arnau Bertran, fou el primer a utilitzar de Torrelles. Aquesta família, que també tenia possessions a la Cerdanya, dominaven l'església, el poble i l'alou de Puig-oriol, entre altres terres. Perduraren fins al segle xvi.
Una altra família important fou la dels Vernet, cossenyors de Torrelles durant molts anys. El 1198 consten diversos cossenyors, en aquest lloc: Ponç IV de Vernat, Ramon I de Castellrosselló, Ramon de Torrelles i el prior d'Espirà, i tots ells foren autoritzats a construir-hi una força o recinte murallat. Això explica l'existència en el terme de fins a quatre fortificacions: el Castell de Torrelles, la Força de la Geràrdia, el castell o Castellàs de Peralada i el castrum Gozberti de Locata, a part de la Mota de Juegues.
El 1322 tot plegat s'incorporà al vescomtat de Canet, acabat de crear, i visqué la mateixa història que el conjunt d'aquest vescomtat.

## Activitats econòmiques

### Agricultura i ramaderia
A partir del darrer terç del segle xx, tota la Salanca ha experimentat un fort creixement de l'agricultura, i Torrelles no n'és l'excepció. S'hi conrea la vinya, sobretot per a vins comuns, alternant-la amb albercoquers. La part de vinya de més baixa qualitat està essent substituïda progressivament per hivernacles. Hi ha quasi 200 explotacions agrícoles, i unes 1.200 hectàrees conreades. Com s'ha dit, la vinya és el principal conreu, actualment la major part per a denominació d'origen controlada, amb més de la meitat de la superfície conreada; a continuació venen les hortalisses, amb poc més de 350 ha, sobretot escaroles, carxofes, api, espàrrecs, tomàquets, enciams, fruits primerencs, col-i-flors i julivert. Quasi 200 ha contenen arbres fruiters: quasi tot albercoquers, però amb algunes pereres i presseguers. Fruit d'aquesta activitat agrícola és l'existència de la cooperativa de Compres agrícoles i de la de Viticultors. Encara, a partir de finals de la dècada dels 70, del segle xx, hi ha un centre experimental per a l'albercoquer. La ramaderia, en canvi, ha romàs com una activitat marginal, amb una vuitantena de caps de bestiar oví.

### Turisme
Al nord del nucli de la Platja de Torrelles, o Torrelles Platja, com s'ha descrit anteriorment, es van instal·lar fins a sis grans càmpings (Calypso, les Dunes, Mar i Sol, la Palmeraie, Tivoly i Tropiques). Enmig va restar l'estanyol del Bordígol, que ha esdevingut un espai ecològic protegit. En contrast amb tot això, l'oferta hotelera a Torrelles de la Salanca és molt reduïda.

## Demografia

### Demografia antiga
La població està expressada en nombre de focs (f) o d'habitants (h).
| 68 f | 23 f | 28 f | 25 f | 16 f | 33 f | 117 f | 119 f | 123 f | 147 f | 780 h | 686 h | 182 f | 950 h |

Font: Pélissier 1986

### Demografia contemporània
| Evolució de la població |      |       |       |       |       |       |       |       |
| 1793                    | 1800 | 1806  | 1821  | 1831  | 1836  | 1841  | 1846  | 1851  |
| 967                     | 975  | 1.054 | 1.201 | 1.314 | 1.269 | 1.287 | 1.330 | 1.380 |

| 1856  | 1861  | 1866  | 1872  | 1876  | 1881  | 1886  | 1891  | 1896  |
| ----- | ----- | ----- | ----- | ----- | ----- | ----- | ----- | ----- |
| 1.412 | 1.358 | 1.410 | 1.510 | 1.504 | 1.642 | 1.695 | 1.744 | 1.731 |

| 1901  | 1906  | 1911  | 1921  | 1926  | 1931  | 1936  | 1946  | 1954  |
| ----- | ----- | ----- | ----- | ----- | ----- | ----- | ----- | ----- |
| 1.725 | 1.718 | 1.673 | 1.788 | 1.726 | 1.867 | 1.703 | 1.409 | 1.464 |

| 1962  | 1968  | 1975  | 1982  | 1990  | 1999  | 2005  | 2006  | 2008  |
| ----- | ----- | ----- | ----- | ----- | ----- | ----- | ----- | ----- |
| 1.519 | 1.591 | 1.215 | 1.492 | 1.775 | 2.072 | 2.956 | 3.025 | 3.110 |

| 2010  | 2012  |
| ----- | ----- |
| 3.326 | 3.687 |

Fonts: Ldh/EHESS/Cassini fins al 1999, després INSEE a partir deL 2004

### Evolució de la població

Evolució de la població

### Els batlles

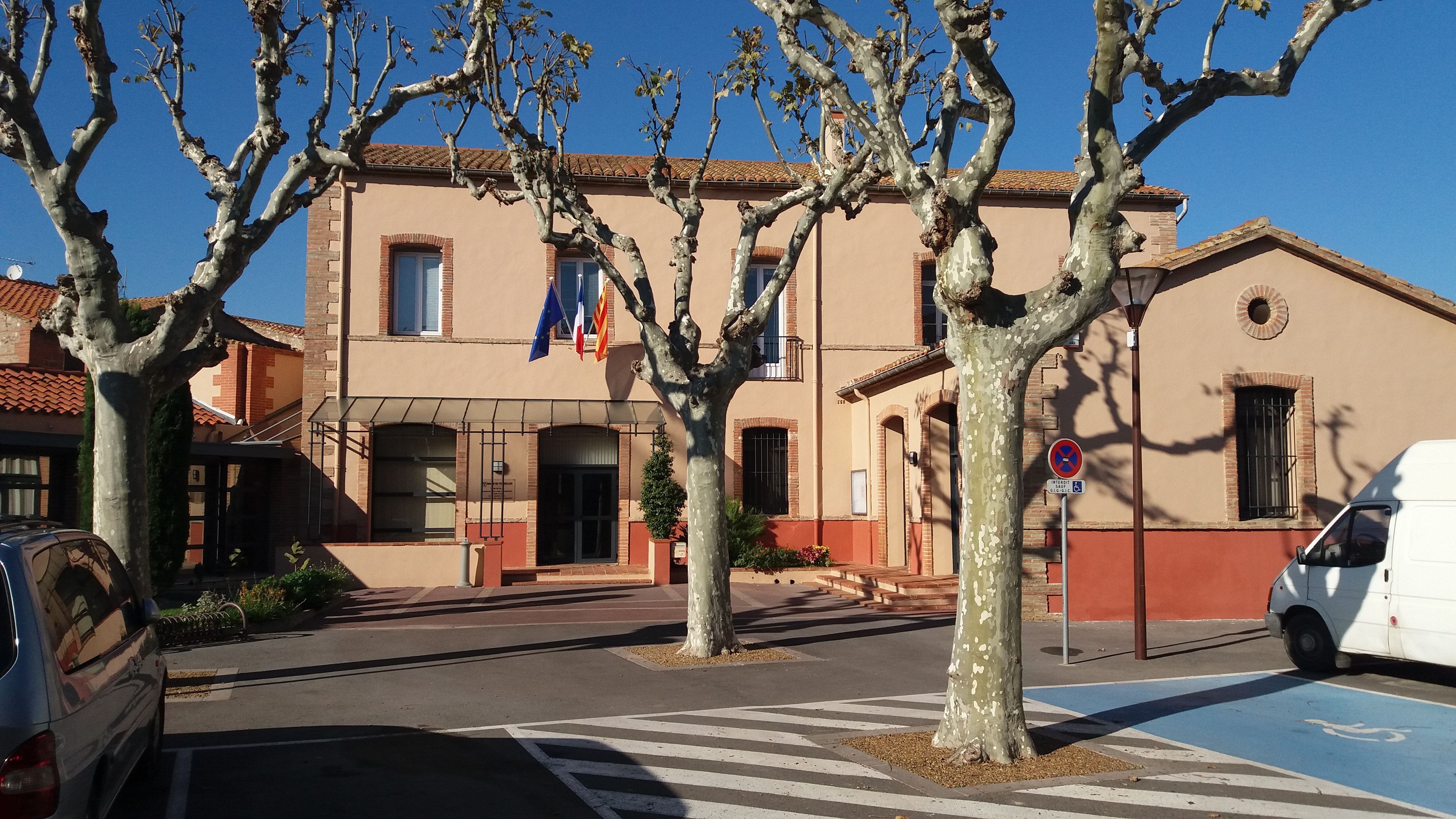
La Casa de la Vila, a l'edifici de les antigues escoles

## Administració i política

### Els batlles[15]
| Període              | Nom          | Opció política | Comentaris |
| -------------------- | ------------ | -------------- | ---------- |
| Març del 2001 – 2014 | Louis Carles | UMP            |            |
| 2014 – Moment actual | Marc Médina  |                |            |

### Legislatura 2014 - 2020

#### Batlle
- Marc Médina.

#### Adjunts al batlle[16]
- 1a: Guy Rouquié. Conseller delegat d'Afers socials i de Joventut i Esports
- 2n: Bernardine Sanchez. Consellera delegada de Turisme, Animacions i Cultura i d'Afers escolars
- 3a: Didier Carnelutti. Conseller delegat d'Obres i de Quadre de vida i Proximitat
- 4t: Agnès Bled. Consellera delegada de Recursos humans i de Finances
- 5è: Geoffray Torralba. Conseller delegat de Gestió del territori i de Seguretat i policia municipal
- 6è: Cécile Margail. Consellera delegada d'Urbanisme i planificació i d'Entorn i Agenda 21

#### Consellers municipals
- Emilie Montanes. Consellera delegada de Comunicació
- Gérard Cebellan. Membre de la comissió de Joventut i Esports, de la de Quadre de vida i Proximitat i de la de Recursos humans
- Nathalie Villalongue. Membre de la comissió d'Afers socials i de la de Turisme, Animacions i Cultura
- Pierre Carreras. Membre de la comissió de Turisme, Animacions i Cultura
- Emma Carles. Membre de la comissió de Quadre de vida i Proximitat, de la de Finances, de la d'Urbanisme i planificació i de la de Comunicació
- Romain Albert. Membre de la comissió de Joventut i Esports, de la de Gestió del territori i de la de Seguretat i policia municipal
- Hélène Pillard. Membre de la comissió de Gestió del territori i de l'Entorn i Agenda 21
- Pierre Pagnon. Membre de la comissió d'Urbanisme i planificació i de l'Entorn i Agenda 21
- Monique Deyres. Membre de la comissió de Turisme, Animacions i Cultura i de la d'Afers escolars
- Sébastien Cabri. Membre de la comissió de Finances i de la de Comunicació
- Valérie Soler. Membre de la comissió d'Afers socials, de la de Turisme, Animacions i Cultura i de la de Recursos humans
- Jean-Hugues Genis. Membre de la comissió de Gestió del territori i de la de Seguretat i policia municipal
- Michèle Condomines. Membre de la comissió d'Afers socials i de la de Turisme, Animacions i Cultura
- Benoît Tristan. Membre de la comissió d'Obres i de la d'Urbanisme i planificació
- Denis Maydat. Conseller a l'oposició. Membre de la comissió d'Afers socials, de la de Finances, de la de Seguretat i policia municipal i de la d'Urbanisme i planificació
- Ghislaine Fraiche. Consellera a l'oposició

### Adscripció cantonal

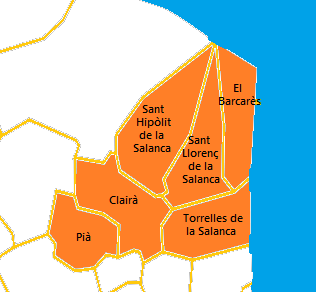
Mapa del Cantó de la Costa Salanquesa

Amb motiu de les eleccions departamentals del 2015, Torrelles de la Salanca ha estat inclòs en la nova agrupació de La Costa Salanquesa, cantó número 4, formada pel Barcarès, Clairà, Pià, Sant Hipòlit de la Salanca, Sant Llorenç de la Salanca i Torrelles de la Salanca. Els consellers departamentals triats en aquesta elecció per aquest cantó han estat Madeleine Garcia-Vidal, del DVG (Divers de gauche), batllessa de Sant Hipòlit de la Salanca des del 1983, i Joseph Puig, de Centre, batlle de Clairà i President de la Comunitat de comunes Salanca - Mediterrani.

### Agermanaments
Torrelles de la Salanca està agermanat amb la vila empordanesa de Torroella de Montgrí, del Baix Empordà.

## Persones il·lustres
- Josep Antoni Guiter (1761-1829), religiós i polític que participà en els debats de la Revolució Francesa
- Michel Bruno (1883-1917), soldat condecorat amb la Creu de Guerra

## Cultura

### Ensenyament
El poble disposa d'una llar d'infants, però a Santa Maria la Mar, Les petits salanquais, que acull els infants de 3 mesos a 4 anys, uns 50, dels pobles de Santa Maria la Mar, Torrelles i Vilallonga de la Salanca.